# Phân họ Quyến linh
Alcelaphinae là một phân họ trong họ Trâu bò bao gồm 10 loài được xếp vào 4 chi. Tuy nhiên, chi Beatragus đôi khi được xem là một phân chi của chi Damaliscus, và Sigmoceros của Alcelaphus lichtensteinii.

## Phân loại
- Họ Bovidae
  - Phân họ Alcelaphinae
    - Chi Beatragus
      - Beatragus hunteri

    - Chi Damaliscus
      - Damaliscus korrigum
        - D. k. korrigum
        - D. k. jimela
        - D. k. topi

      - Damaliscus lunatus
      - Damaliscus pygargus
        - D. p. pygargus
        - D. p. phillipsi

      - Damaliscus superstes

    - Chi Alcelaphus
      - Alcelaphus buselaphus
        - †A. b. buselaphus
        - A. b. cokii
        - A. b. lelwel
        - A. b. major
        - A. b. swaynei
        - A. b. tora

      - Alcelaphus caama
      - Alcelaphus lichtensteinii

    - Chi Connochaetes
      - Connochaetes gnou
      - Connochaetes taurinus
        - C. t. taurinus
        - C. t. albojubatus
        - C. t. cooksoni
        - C. t. johnstoni
        - C. t. mearnsi

## Các loài tuyệt chủng
- Phân họ Alcelaphinae
  - †Megalotragus
    - †Megalotragus kattwinkeli
    - †Megalotragus priscus

  - Beatragus
    - †Beatragus antiquus

  - Damaliscus
    - †Damaliscus niro

  - †Damalacra
    - †Damalacra acalla

  - Connochaetes
    - †Connochaetes africanus
    - †Connochaetes gentryi
    - Connochaetes gnou

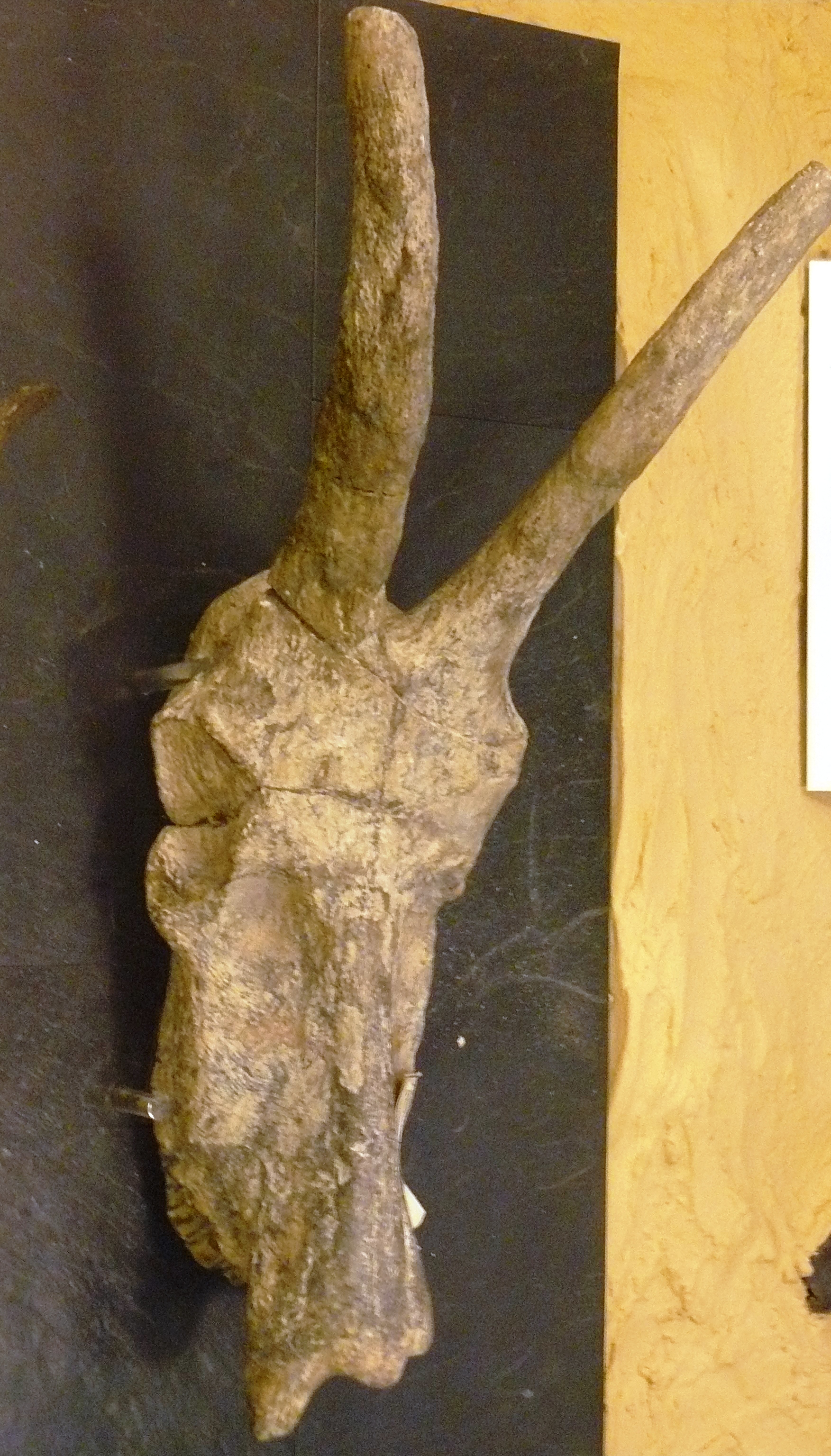
Hộp sọ loài Damalops palaeindicus trong Pleistocene ở Ấn Độ

      - †Connochaetes gnou laticornutus
      - †Connochaetes gnou antiquus

    - Connochaetes taurinus
      - †Connochaetes taurinus olduvaiensis

  - †Parmularius
    - †Parmularius pachyceras
    - †Parmularius ambiquus
    - †Parmularius pandatus
    - †Parmularius atlanticus
    - †Parmularius rugosus
    - †Parmularius altidens
    - †Parmularius angusticornis

  - †Rabaticeras
    - †Rabaticeras lemutai

  - †Damalops
    - †Damalops palaeindicus

  - †Rhynotragus
  - †Oreonagor
    - †Oreonagor tournoueri

  - †Parestigorgon
  - †Rusingoryx